# Mária örök szüzessége

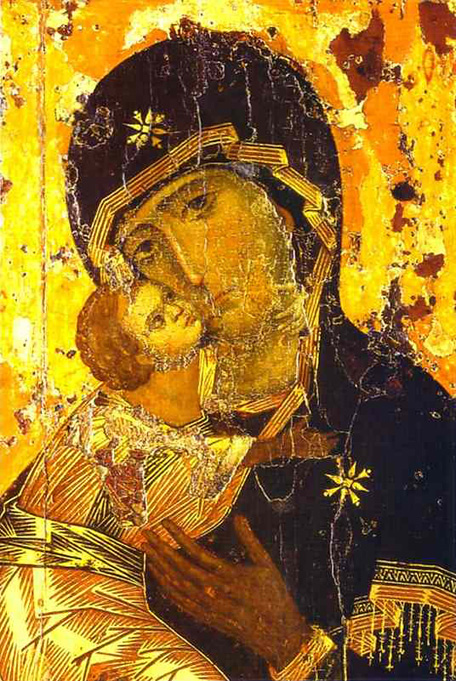
A 12. századi Vlagyimiri Istenanya, Szűz Mária Eleusza-típusú ikonábrázolása. Az Aeiparthenosz (’örökké szűz’) címet széles körben használják Máriára a keleti ortodox liturgiában, az Istenanya háromszoros szüzességét ábrázolásokon három csillaggal jelzik

Mária örök szüzessége keresztény tanítás, amely szerint Jézus anyja, Mária szűz volt fia születése előtt (ante partum), alatt (in partu) és után (post partum) is. Ez a római katolikus egyház négy Mária-dogmájának egyike, de az ortodox egyházak, valamint egyes evangélikus és anglikán közösségek is elfogadják. A szeplőtelen fogantatás kivételével a protestáns felekezetek többsége elveti Mária örök szüzességének tanítását, miután az a Biblia szövegéből nem vezethető le. Az iszlám hit követői hasonlóképpen tagadják Mária szülés utáni szüzességét, amelynek gondolata ellenkezik vallásuk feleség- és anyaeszményével.
Az örök szüzesség teológiai gondolata a 2. század második felében kibontakozó aszketizmus nyomán terjedt el. A gondolatot az isteni kegyelem elnyerésének ideális létállapotként elfogadott önmegtartóztató szűzi élet, a cölibátus elfogadása és a szerzetesség intézményének megjelenése a 4. század elejéig tovább erősítette. A 4. század második fele eszmeáramlatainak és mozgalmainak, legfőképp a manicheizmusnak Jézus születése és Mária szüzessége körüli, eretneknek megbélyegzett gondolataival vitába szállva Szent Jeromos és Szent Ambrus vetették meg a dogma teológiai alapjait. A 389-es mediolanumi zsinat hirdette ki először Mária örök szüzességét, a 649-es lateráni zsinat pedig megerősítette annak hármas természetét. A katolikus egyház második vatikáni zsinata 1964-ben, II. János Pál pápa pedig egyik 1996-os katekézisében erősítette meg Mária örök szüzességének tanítását.
Mária Jézus születése előtti szüzességét a Szentírás a szeplőtelen fogantatás kiváltságával szándékozik igazolni, de Jézus szeplőtlen fogantatásából nem következik Mária addigi szüzessége. A szülés alatti szűzen maradásáról csak apokrifek vallanak, elsősorban Jakab protoevangéliuma. Bár hivatalosan nem kanonikus, de a Szűz Máriával és Jézus gyermekkorával kapcsolatos hagyományokat részben innen vette át az egyház művészete és népi vallásossága. Innen ered többek között Mária örök szüzessége és Jézus barlangban történő születésének képe is. A legtöbb vitát már a 4. században is az a kérdés gerjesztette, hogy a Szentírás igazolja-e: Mária élete végéig szűz maradt. Jézus „elsőszülötti” voltának és „testvéreinek” bibliai említése azonban nem könnyíti meg a kérdés eldöntését. Aquinói Szent Tamás szerint Mária örök szüzessége észérvekkel ugyan nem bizonyítható, de ez fakad a legalapvetőbb hittételekből: miután Jézus Isten egyszülött fia, Máriának is egyszülött fia kell hogy legyen, hiszen egy második és nem isteni fogantatás bemocskolta volna méhének szentségét.

## Egyházi tanítás

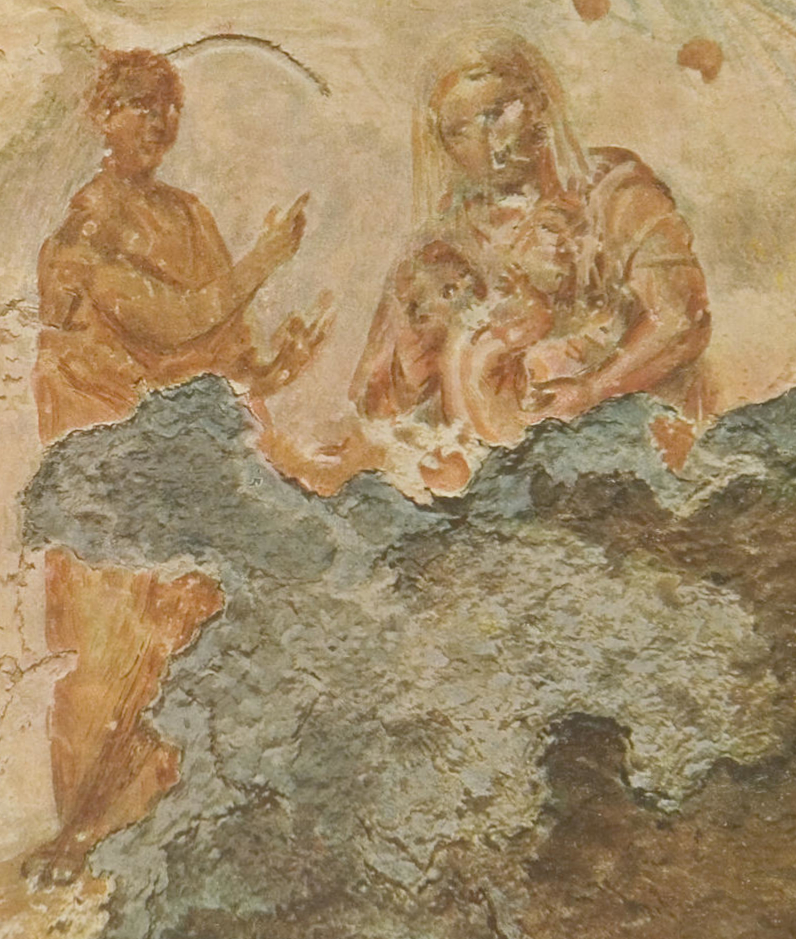
Mária a kisded Jézussal, 3. századi ábrázolás a római Priscilla-katakombábában

Mária örök szüzessége a katolikus egyház négy Mária-dogmájának egyike, vagyis isteni módon kinyilatkoztatott igazság, amelynek tagadása eretnekség. A másik három dogma Mária istenanyasága, szeplőtelen fogantatása és halála után testének mennybevétele. A hitvallás szerint Mária örök szüzességének lényege, hogy szűz volt Jézus szülése előtt, szűz maradt a szülésben és a szülés után is, vagy ahogy az I. Márton pápa elnökletével lezajlott 649-es lateráni zsinat megfogalmazta:
[…] emberi megtermékenyítés nélkül fogant a Szentlélek által […] és sérülés nélkül hozta világra gyermekét […] és születés után is sértetlenül megőrizte szüzességét.
A római katolikus egyház mellett az ortodox kereszténység is elfogadja Mária aeiparthenoszi, azaz örök szűzi mivoltát, valamint egyes evangélikus és anglikán közösségek is elismerik hittételként. Velük szemben a legtöbb protestáns felekezet elveti Mária örök szüzességének tanítását, miután a Biblia csupán Jézus születése előtti szüzességéről nyilatkozik egyértelműen. A muszlimok elfogadják Mária szüzességét a fogantatás és a gyermekvárás időszakában, de eztán is megtartott örök szüzességét elvetik mint az iszlám nőideáljával, feleség- és anyaszerepével ellenkező gondolatot.
Aquinói Szent Tamás szerint Mária örök szüzessége észérvekkel nem bizonyítható, de el kell fogadni, mert a hittételekből levezethető: miután Jézus Isten egyszülött fia, Máriának is egyszülött fia kell hogy legyen, hiszen egy második és tisztán emberi fogantatás bemocskolta volna méhének szentségét. Jakab 2. századra keltezett protoevangéliumában hasonlóan fogalmazott, de azt is leírta, ahogy egy hitetlenkedő asszony, Salómé keze felgyulladt és elszáradt, amikor ujjaival ellenőrizni akarta a szent anya szűzhártyájának épségét.
Az egyházi tanítás szerint Mária szülés előtti szüzességét a szentírások igazolják, az apostolok hitvallása pedig megerősíti, amikor kimondja, hogy Jézus „a Szentlélektől fogant, született Szűz Máriától”. I. Márton pápa meghatározása szerint a szüzesség a születés pillanatában azt jelenti, hogy Jézus világra jövetele nem okozott fizikai károsodást a szűzhártyában, ami Mária tökéletes lelki és testi szüzességének jelképe. A dogma utolsó tétele azt erősíti meg, hogy Mária földi életének végéig szűz maradt, fizikai kapcsolat nélkül élt férjével, és további gyermekei sem születtek. Szimbolikusan Mária örök szüzessége új teremtést és új kezdetet jelent az üdvösségtörténetben. Legutóbb a katolikus egyház 1964-ben, a második vatikáni zsinat idején vitatta meg a kérdést:
Az anyának ez a mély kapcsolata Fiával az üdvözítés művében megmutatkozik Krisztus szűzi fogantatásától egészen a haláláig. […] majd Fia születésekor […], aki nem csorbította szűzi épségét, hanem megszentelte.

## Történeti áttekintés

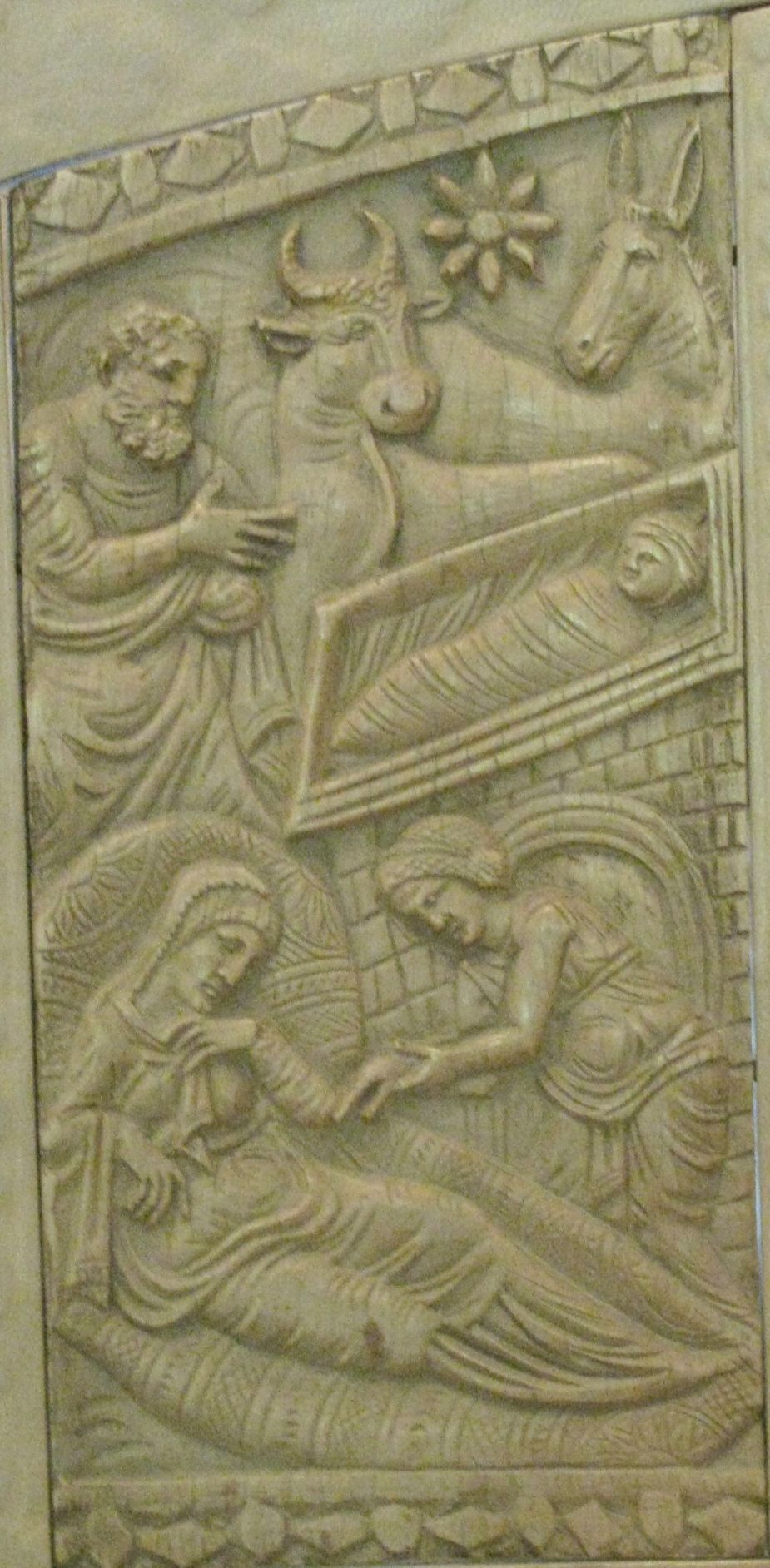
Krisztus születése után a bába megvizsgálja Mária szüzességét (Jakab protoevangéluma alapján)

### Máté és Lukács evangéliumai
Mária szülés előtti szüzességét Máté és Lukács evangéliumai tanúsítják. Mária gyermekáldása mindkét evangéliumban erőteljes teológiai üzenetet hordoz: a szűzi fogantatás isteni munka. Máté szerint Jézus születésével Isten prófétájának ígérete teljesült be („»Íme, a szűz méhében fogan és fiút szül, és a nevét Emmánuelnek fogják hívni.« Ez azt jelenti: Velünk az Isten.”, Mt 1,22), Lukácsnál pedig a teremtéstörténet ezzel az aktussal érkezett el az isteni befejezéshez („[…] a szűz neve meg Mária. […] Nagy lesz ő, a Magasságbeli Fiának fogják hívni; az Úr Isten neki adja atyjának, Dávidnak trónját, és uralkodni fog Jákob házában mindörökké, és királyságának nem lesz vége.”, Lk 1,27.32–33). Mindkét evangélium egyként Mária és József beleegyezését emeli ki az isteni tervbe, és a szűzi fogantatásra kisebb hangsúlyt helyez. Ezek a könyvek valószínűleg a 80–100 közötti évekre keltezhetőek, Máté és Lukács szerzőisége csak a 2. században kapcsolódott hozzájuk, és csaknem bizonyosra vehető, hogy nem kortárs szemtanúk beszámolóin alapulnak. Raymond E. Brown ugyan 1973-ban felvetette elméletét, mely szerint Máté evangéliumának forrása József, Lukácséé pedig maga Mária lett volna, de napjaink tudósai ezt meglehetősen valószínűtlennek tartják. Az említetteken kívül más újszövetségi írások nem említik a szűzi fogantatást, amiből arra lehet következtetni, hogy e két evangélium szerzői alkották meg a narratívát, vélhetően a keresztény közösségekben 65 körül már megfogalmazódott gondolat hatására.
Mária szüzességének kérdése azonban egészen a 2. század végéig nem tartozott a fontosabb teológiai kérdések közé. Antiochiai Szent Ignác (kb. 35–107) például csupán a Jézus születését nem földi valóságnak hirdető doketista eretnekek ellen vitázva érvelt a szűzi anyaság és Jézus születésének igazsága mellett.

### Jakab protoevangéliuma és az aszketizmus
Az Istenszülő örök szüzességének gondolata adatolhatóan a 2. század második felében jelent meg először Jakab protoevangéliumában, amely szinte minden későbbi Mária-doktrína végső forrása lett. Az apokrif leírásai szerint az újszülött Jézus egy villódzó fekete felhőből kiválva anyja emlőin termett, Mária pedig egész életére szűz maradt idős, nemi vágytól megszabadult férje, József oldalán. Ugyancsak megemlíti Jézus fivéreit, akik József korábbi házasságából származtak. A protoevangélium forrásai valószínűleg az aszketikus eretnekmozgalom, az enkratikák köreiben keresendőek, alapítójuk, Tatianosz tanításai szerint ugyanis a nemi élet és a házasság egyaránt az eredeti bűn megnyilvánulása. Annyi bizonyos, hogy a kibontakozóban lévő, a szexualitást bűnnek megbélyegző és a cölibátust hirdető aszketizmus mozgalma újabb rétegeket rakott Mária szüzességének teológiai gondolatkörére, ahogy a Koránban megjelenő Mária-történetekre is hatott.

### Cölibátus és antimanicheizmus
A 4. század elejére elterjedt szerzetesség intézménye az aszketizmus nyomán a cölibátust hirdette meg ideális állapotként a kegyelem elnyerésére, és az önmegtartóztató szűzi életet erkölcsi értelemben az özvegység és a hierarchia harmadik helyét elfoglaló házasélet fölé emelte. 380 körül Helvidius kifogásolta a házasság ilyetén leértékelődését, a szüzesség és a házasság szentsége mellett érvelt többek között azzal, hogy Mária Jézus születése után elhálta házaséletét, és további gyerekei születtek. A kortárs Szent Jeromos veszélyesnek ítélte meg a gondolatot, úgy vélte, ha Mária házasságát beteljesültnek tekintik, ezzel Mária a szüzekénél és özvegyekénél alacsonyabb helyet foglal el a mennyekben, az örök kegyelemben. Helvidius érvelésével szembeszálló, 383 körül írt vitairatában Szent Jeromos ezért Mária örök szüzessége mellett szállt síkra.
Ugyancsak a 380-as évek elején lépett színre érvelésével Jovinianus, aki szerint ha Jézus nem természetes módon született, maga sem lehetett ember. A gondolat az eretneknek tartott manicheista tanok talaján született. Szent Jeromos Jovinianus manicheizmusával is vitába szállt, de Adversus Jovinianum című válaszában nem említette a Jézus emberi voltát tagadó tételeket, a kommentátorok többsége ebből arra következtet, hogy nem tartotta sértőnek a gondolatot. A szülés testi valóságának tagadása azonban egyúttal Mária szülés közbeni szűzen maradásának misztériumát tagadja, amivel végül a manicheisták ellenfele, Mediolanum püspöke, Szent Ambrus szállt vitába. Érvelésében Jézus szűzen szülésének fizikai megvalósulásával, a vajúdás fájdalmaitól való megszabadulással az eredeti bűn foltja letörlődik, hasonlatosan a keresztség misztériumához, amelynek során egy új, Istentől született halhatatlan élet kerül az anyaszentegyház kebelére. Szent Ambrusnak tulajdonítható az érdem, hogy Mária szülés alatti szüzessége megszilárdult a teológiai gondolkodásban.
Jovinianus nézeteit a Szent Ambrus elnöklete alatt lezajlott 389. évi mediolanumi zsinaton elutasították, és 390-ben Mária örök szüzességét hirdették ki egyetlen elfogadható nézetként. A 431-es epheszoszi zsinat ismét teljes egyetértéssel zárult e kérdéskörben, majd 553-ban a második konstantinápolyi zsinat résztvevői Máriát felruházták az Aeiparthenosz (’örökké szűz’) jelzővel. A 649-es lateráni zsinaton I. Márton pápa megerősítette Mária örök szüzességének hármas természetét, az Istenanya szülés előtti, alatti és utáni szüzességét.

### Protestáns reformáció
A reformáció során az új tanok hirdetői elvetették a szüzesség szentségét, a nemi önmegtartóztatást nem tekintették többé erénynek, a házasság és a szülőség felmagasztosításával párhuzamosan pedig Máriát és Józsefet hétköznapi házaspárként festették le. A protestantizmus egyszersmind hitelveiben visszatért a Bibliához, mint Isten szavának egyedüli hiteles forrásához (sola Scriptura). Az első reformátorok útmutatása szerint, bár a Szentírás egyedül Mária szűzi fogantatását fejti ki félreérthetetlenül, elfogadható maradt az Istenanya örök szüzességébe vetett hit. Luther Márton szintén belevette a tanítást 1537-ben írt hitvallásgyűjteményébe, a (schmalkaldeni cikkelyekbe, ahogy Ulrich Zwingli, Kálvin János és a későbbiekben a metodizmus egyik alapítója, John Wesley is elfogadta Mária örök szüzességét. A nagy reformátorok e korai mérsékelt lépései annak tudhatóak be, hogy meg kellett küzdeniük a reformáció radikális csoportjaival, akik Jézus próféta voltát is kétségbe vonták. Noha a Szentírás egyértelműen nem igazolta, Mária örök szüzességének tanítása biztosította, hogy Jézus születésében az isteni megtestesülés teológiai gondolata továbbra is megfogalmazódhassék. Később azonban a protestáns egyházak túlléptek ezen a szemléleten, napjainkban néhány evangélikus és anglikán csoporton kívül nagyrészt elutasítják Mária örök szüzességét, és csak elvétve jelenik meg a hitvallásokban és a tanításokban.

## Érvek és bizonyítékok

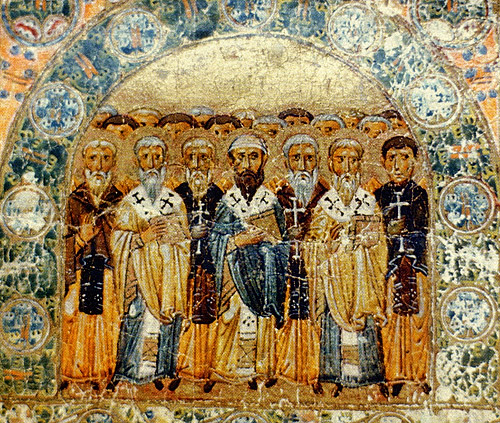
Az egyházatyák egy 11. századi kijevi ábrázoláson

Mária örök szüzességének nincs bibliai alapja. A Mária örök szüzessége mellett érvelő teológusok előtt álló legnagyobb dilemma, hogy Pál apostol levelei, a négy evangélium és Az apostolok cselekedetei egyaránt említik Jézus testvéreit (ἀδελφοὶ / adelphoi). Márk és Máté evangéliumai a testvérek neveit is felsorolják, és nevek nélkül ugyan, de Jézus nővéreiről is tesznek említést. Jakab protoevangéliuma magyarázata szerint ezek a testvérek valójában József korábbi házasságából származtak, és ezt a nézetet osztja az ortodox egyház is. Szent Jeromos azonban úgy vélte, hogy akárcsak Máriának, Józsefnek is egész életében szűznek kellett maradnia, ezért azzal érvelt, hogy valójában a szent szűz nemzetségébe tartozó másik Mária gyermekeiről van szó. Egy újabb értelmezés szerint ez a bizonyos Mária, akit János evangéliuma Jézus „anyjának nővéreként” és Kleofás, a protestáns hagyományban Klópás feleségeként említ (Jn 19,25), nem vérrokona a szent szűznek, csupán sógornők, Kleofás ugyanis József testvére volt.
További nehézségek adódnak Lukács evangéliumának egyik passzusából (Lk 2,7), amelyben Jézust Mária „elsőszülött fiának” nevezi, illetve Máté evangéliumának azon kitételéből (Mt 1,24–25), amely szerint József „magához vette feleségét, de nem ismerte meg őt [ti. nem hált vele], amíg az meg nem szülte a fiút”. A 4. században élt Helvidius szerint az „elsőszülött” szó használata további szülésekre utal, az „amíg” pedig teret ad annak az értelmezésnek, hogy József és Mária Jézus születése után beteljesítették házasságukat. Ezzel szemben a kortárs Szent Jeromos úgy érvelt, hogy az „elsőszülött” egyszülöttekre is bízvást alkalmazható kifejezés, az „amíg” határozószóból kiindulva pedig elhamarkodott Helvidius következtetése, amelynek sorai közt Szent Jeromos szerint akár az a visszataszító gondolat is ott rejtőzhet, hogy József a szülés után nyomban kapcsolatba lépett a még kimerült és vérrel festett Máriával. Szent Jeromos válaszát az utókor egy része mesteri és érvelésében jól felépített visszavágásnak, másik része ingatagnak, dagályosnak és helyenként ízléstelennek tartja.
A Mária örök szüzességére tett további feltételezett bibliai utalások erősen vitathatóak. Így például az ószövetségi Énekek éneke „Egészen szép vagy, kedvesem, / és szeplő nincsen benned!” sorai (Én 4,7), vagy az Ezékiel könyvében egy képzeletbeli templomkapuhoz viszi Isten a prófétát:
Akkor az Úr így szólt hozzám: Ez a kapu zárva legyen; ne nyissák ki, és senki se menjen be rajta, mert az Úr, Izrael Istene vonult be azon; ezért zárva legyen […].
Két másik 4. századi atya, Nüsszai Szent Gergely és Hippói Szent Ágoston további értelmezéssel gazdagították a kérdéskört. Úgy vélték, hogy amikor Lukács evangéliumában Mária azt kérdezi a szeplőtelen fogantatását hírül hozó arkangyaltól, hogy „Miképpen lesz ez, hiszen férfit nem ismerek?” (Lk 1,34), az valójában Mária örök szűzi fogadalma. Nem volt ez a gondolat egészen új, Jakab protoevangéliumában bukkant fel először. Korunkra a teológusoknak csak kis része támogatja ezt az értelmezést, II. János Pál pápa 1996. augusztus 28-ai katekézisében – Szent Jeromos és Szent Ambrus fent ismertetett érveléseivel egyetemben – mégis megemlítette a Mária örök szüzességét igazoló négy bizonyíték között.

## Fordítás
Ez a szócikk részben vagy egészben  a   Perpetual virginity of Mary című angol Wikipédia-szócikk ezen változatának fordításán alapul.  Az eredeti cikk szerkesztőit annak laptörténete sorolja fel. Ez a jelzés csupán a megfogalmazás eredetét és a szerzői jogokat jelzi, nem szolgál a cikkben szereplő információk forrásmegjelöléseként.